# Timo Mäkinen
Timo Mäkinen (Helsinki, 18 marzo 1938 – Finlandia, 4 maggio 2017) è stato un pilota di rally finlandese.
Considerato uno degli originali "finlandesi volanti" del mondo del rally internazionale, è famoso per aver vinto molte volte il rally RAC d'Inghilterra al volante di una Ford Escort RS1600, preceduto solamente da Erik Carlsson con la sua Saab 96.

## Biografia

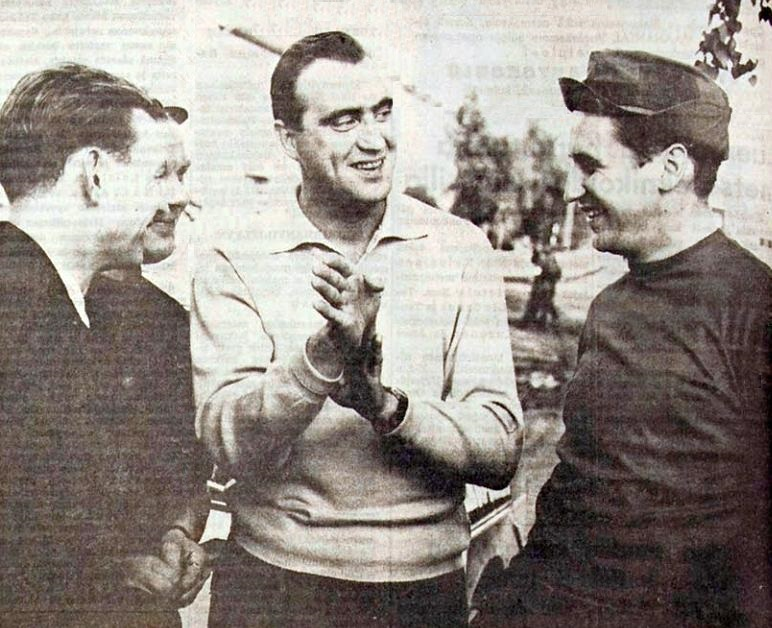
Mäkinen (a destra) al Rally di Finlandia del 1965

Iniziò a correre nei rally internazionali quando non esisteva ancora il campionato del mondo piloti, nel 1959 al rally dei Mille Laghi, con la sua Triumph TR3. Avrebbe poi guidato le Austin-Healey e le Mini. Con la Healey finì quinto al RAC del 1963.
Nel 1964 guidò per la maggior parte dell'anno la Mini, ma alla fine conquistò il secondo posto al RAC di nuovo su una Healey. Nel 1965, tornato alla guida della Mini Cooper S, si aggiudicò il Rally di Montecarlo ed il Mille Laghi, ma arrivò di nuovo secondo al RAC sempre guidando una Healey. Sarebbe poi diventato il dominatore di quell'evento con la Ford Escort RS.

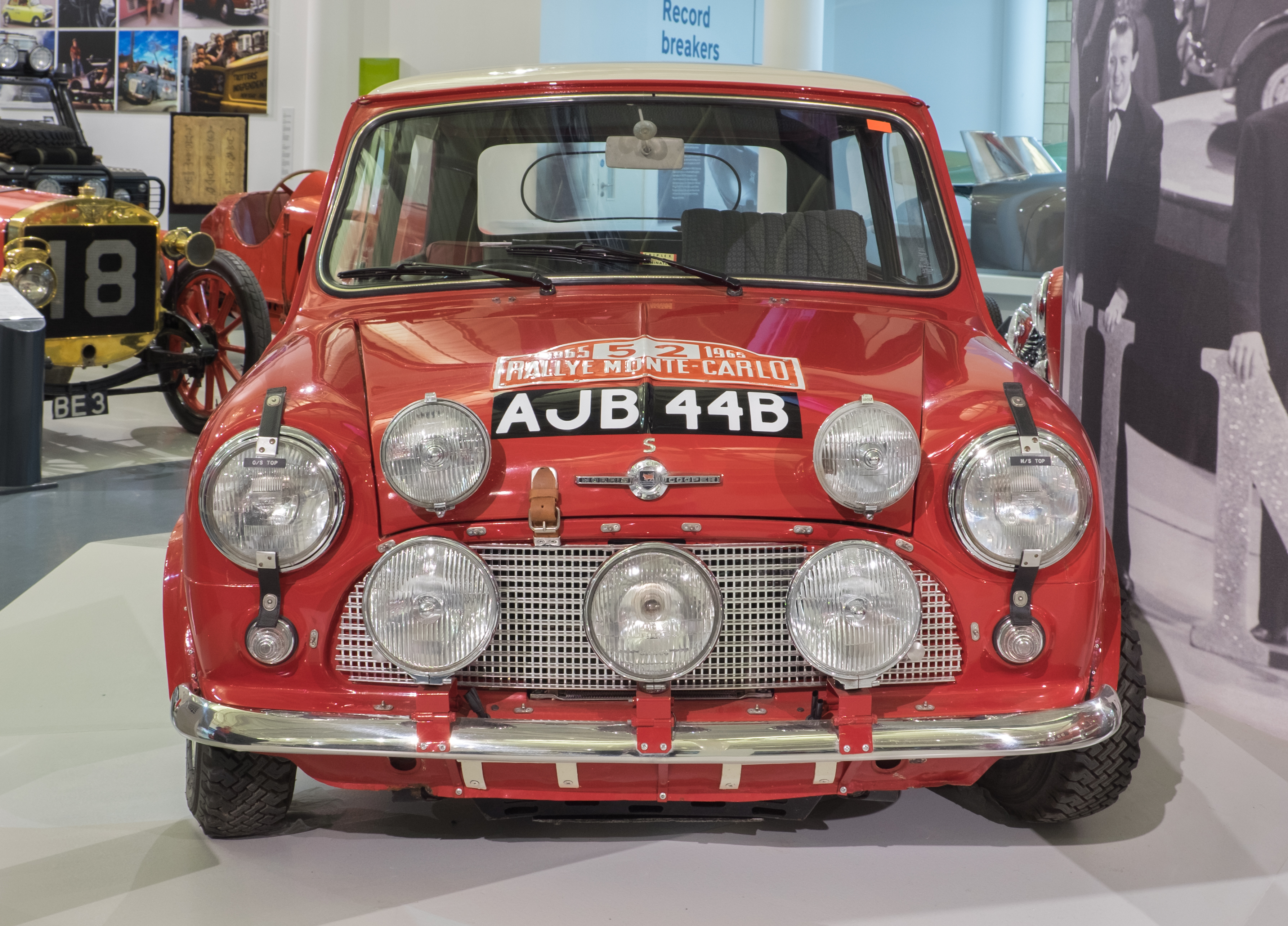
Mini Cooper S di usata da Mäkinen nel rally di Montecarlo 1964

Nel 1967 resta famosa la guida della sua Mini Cooper S lungo la prova speciale di Ouninpohja, al Rally di Finlandia. La sua macchina ha il cofano aperto, poiché le cinghie di pelle che lo tenevano chiuso si erano allentate. Mäkinen prova a mettere la testa fuori dal finestrino della vettura, ma le dimensioni del casco non glielo consentono. Riesce solamente a far uscire metà testa. Guida pertanto in derapage la sua macchina in modo da affrontare la maggior parte del percorso di traverso e poter così vedere la strada. In questo modo riuscirà a conquistare il terzo posto di tappa e a vincere il rally.
Nel 1994 fa un breve ritorno sulle scene per celebrare il trentesimo anniversario della sua vittoria al Rally di Montecarlo del 1964 assieme a Paddy Hopkirk, che prenderà anche lui parte all'evento. Si ritira nella seconda prova speciale per problemi di conduzione del carburante.

## Palmarès

### Vittorie nel mondiale rally
| Anno | Rally                             | Navigatore   | Vettura            |
| ---- | --------------------------------- | ------------ | ------------------ |
| 1973 | Rally di Finlandia                | Henry Liddon | Ford Escort RS1600 |
| 1973 | Rally della Royal Automobile Club | Henry Liddon | Ford Escort RS1600 |
| 1974 | Rally della Royal Automobile Club | Henry Liddon | Ford Escort RS1600 |
| 1975 | Rally della Royal Automobile Club | Henry Liddon | Ford Escort RS1800 |

## Risultati nel mondiale rally

### ICM
- 1970 - Evening Standard - Ford Escort Twin Cam - 7° al Rally di Monte Carlo, ritirato al Rally di Svezia, ritirato al Rally di Gran Bretagna
- 1971 - Ford Motor Co. Ltd., Wills Embassy - Ford Motor Co - Ford Escort RS 1600 MKI, Ford Escort Twin Cam - Ritirato al Rally di Svezia, 20° al Safari Rally, 5° al Rally di Gran Bretagna
- 1972 - Ford Motor Co. Ltd., Embassy Team - Ford Escort RS 1600 MKI - 31° al Rally di Monte Carlo, 8° al Safari Rally, ritirato al Rally di Gran Bretagna

### WRC
| 1973 | Scuderia                                                                         | Vettura                                |    |  |  |     |     |  |  |   |  |  |  |   |  |  |  |  | Punti | Pos. |
| ---- | -------------------------------------------------------------------------------- | -------------------------------------- | -- |  |  | --- | --- |  |  | - |  |  |  | - |  |  |  |  | ----- | ---- |
| 1973 | Ford Motor Co. Ltd. Colt Racing Team / Ford Milk Marketing Board - Ford Motor Co | Ford Escort RS 1600 MKI Peugeot 504 Ti | 11 |  |  | Rit | Rit |  |  | 1 |  |  |  | 1 |  |  |  |  |       |      |

| 1974 | Scuderia                                | Vettura                             |  |     |   |  |  |  |   |  |  |  |  |  |  |  |  |  | Punti | Pos. |
| ---- | --------------------------------------- | ----------------------------------- |  | --- | - |  |  |  | - |  |  |  |  |  |  |  |  |  | ----- | ---- |
| 1974 | Marshalls (EA) Ltd. Ford Motor Co. Ltd. | Peugeot 504 Ford Escort RS 1600 MKI |  | Rit | 2 |  |  |  | 1 |  |  |  |  |  |  |  |  |  |       |      |

| 1975 | Scuderia                                 | Vettura                                 |  |  |     |  |   |  |   |     |  |   |  |  |  |  |  |  | Punti | Pos. |
| ---- | ---------------------------------------- | --------------------------------------- |  |  | --- |  | - |  | - | --- |  | - |  |  |  |  |  |  | ----- | ---- |
| 1975 | Ford Motor Co. Ltd. Allied Polymer Group | Peugeot 504 Ti Ford Escort RS 1800 MKII |  |  | Rit |  | 5 |  | 3 | Rit |  | 1 |  |  |  |  |  |  |       |      |

| 1976 | Scuderia            | Vettura                                                      |     |  |  |     |  |     |   |  |     |     |  |  |  |  |  |  | Punti | Pos. |
| ---- | ------------------- | ------------------------------------------------------------ | --- |  |  | --- |  | --- | - |  | --- | --- |  |  |  |  |  |  | ----- | ---- |
| 1976 | Ford Motor Co. Ltd. | Ford Escort RS 1800 MKII Peugeot 504 Coupé V6 Peugeot 104 ZS | Rit |  |  | Rit |  | Rit | 4 |  | Rit | Rit |  |  |  |  |  |  |       |      |

| 1977 | Scuderia                                  | Vettura                                             |  |     |  |     |  |  |     |     |  |     |    |  |  |  |  |  | Punti | Pos. |
| ---- | ----------------------------------------- | --------------------------------------------------- |  | --- |  | --- |  |  | --- | --- |  | --- | -- |  |  |  |  |  | ----- | ---- |
| 1977 | Marshalls (EA) Ltd. Autonovo Peugeot Esso | Fiat 131 Abarth Peugeot 504 Coupé V6 Peugeot 104 ZS |  | Rit |  | Rit |  |  | Rit | Rit |  | Rit | 11 |  |  |  |  |  |       |      |

| 1978 | Scuderia                                             | Vettura                             |  |  |     |   |  |  |  |  |   |  |  |  |  |  |  |  | Punti | Pos. |
| ---- | ---------------------------------------------------- | ----------------------------------- |  |  | --- | - |  |  |  |  | - |  |  |  |  |  |  |  | ----- | ---- |
| 1978 | Marshalls (EA) Ltd. Automobiles Peugeot Peugeot Esso | Peugeot 504 Coupé V6 Peugeot 104 ZS |  |  | Rit | 7 |  |  |  |  | 2 |  |  |  |  |  |  |  |       |      |

| 1979 | Scuderia                                            | Vettura                                           |  |  |  |     |  |  |     |  |  |  |  |     |  |  |  |  | Punti | Pos. |
| ---- | --------------------------------------------------- | ------------------------------------------------- |  |  |  | --- |  |  | --- |  |  |  |  | --- |  |  |  |  | ----- | ---- |
| 1979 | Marshalls (EA) Ltd. Toyota Team Europe Peugeot Esso | Peugeot 504 Coupé V6 Toyota Celica 2000 GT (RA40) |  |  |  | Rit |  |  | Rit |  |  |  |  | Rit |  |  |  |  | 0     |      |

| 1980 | Scuderia                                                               | Vettura                                                                   |    |  |  |  |    |     |    |  |  |  |   |     |  |  |  |  | Punti | Pos. |
| ---- | ---------------------------------------------------------------------- | ------------------------------------------------------------------------- | -- |  |  |  | -- | --- | -- |  |  |  | - | --- |  |  |  |  | ----- | ---- |
| 1980 | BMW France Automobiles Peugeot Timo Mäkinen Racing Rothmans Rally Team | BMW 320i E21 Peugeot 504 Coupé V6 Triumph TR7 V8 Ford Escort RS 1800 MKII | 14 |  |  |  | 10 | Rit | 22 |  |  |  | 6 | Rit |  |  |  |  | 7     | 35º  |

| 1981 | Scuderia            | Vettura              |  |  |  |     |  |  |  |  |  |  |  |  |  |  |  |  | Punti | Pos. |
| ---- | ------------------- | -------------------- |  |  |  | --- |  |  |  |  |  |  |  |  |  |  |  |  | ----- | ---- |
| 1981 | Marshalls (EA) Ltd. | Peugeot 504 Coupé V6 |  |  |  | Rit |  |  |  |  |  |  |  |  |  |  |  |  | 0     |      |

| 1994 | Scuderia | Vettura           |     |  |  |  |  |  |  |  |  |  |  |  |  |  |  |  | Punti | Pos. |
| ---- | -------- | ----------------- | --- |  |  |  |  |  |  |  |  |  |  |  |  |  |  |  | ----- | ---- |
| 1994 |          | Rover Mini Cooper | Rit |  |  |  |  |  |  |  |  |  |  |  |  |  |  |  | 0     |      |

| Legenda | 1º posto | 2º posto | 3º posto | A punti | Senza punti | Ritirato | Squalificato | NP=Non partito C=Gara cancellata | Apice=Power stage |